# Mjang Dam
Mjang Dam är en sjö i Danmark.   Den ligger på ön Als i Sønderborgs kommun i Region Syddanmark, i den södra delen av landet, 190 km väster om Köpenhamn. Trakten runt Mjang Dam består till största delen av jordbruksmark.